# Wilhelm Uhthoff
Wilhelm Uhthoff (Klein-Warin, 31 luglio 1853 – Breslavia, 21 marzo 1927) è stato un oculista tedesco.

## Biografia
Nel 1877 conseguì il dottorato presso l'Università di Berlino, successivamente divenne professore di oftalmologia nell'Università di Marburg (1890) e di Breslavia (1896), successivamente a Carl Friedrich Richard Förster (1825–1902).
Uhthoff era specializzato negli studi dei disturbi oftalmologici riguardanti il sistema nervoso centrale. Nel 1890 descrisse una condizione di perdita temporanea della vista connessa agli esercizi fisici e associati alle neuriti ottiche. Questa condizione verrà conosciuta come Sindrome di Uhthoff, successivamente si scoprì essere causata da una aumentata temperatura corporea.
Nel 1915 pubblicò un trattato dal titolo Augensymptome bei Grosshirntumoren nella quale diede una descrizione di disordine neuro-oftalmico successivamente conosciuto come Sindrome di Foster Kennedy. Il nome alla sindrome fu dato dopo che Robert Foster Kennedy (1884–1952), descrisse meglio questa condizione patologica.

## Opere
- Untersuchungen über die bei der multiplen Herdsklerose vorkommenden Augenstörungen. Archiv für Psychiatrie und Nervenkrankheiten, Berlin, 1890, 21: 55–116 e 303–410. W. Uhthoff
- Die Augenstörungen bei Vergiftungen Handbuch der Augenheilkunde, 2à edizione, volume 11, 2 A. Leipzig, 1911.
- Über die bei der Syphilis des Centralnervensystems vorkommenden Augenstörungen. Leipzig, 1894.
- Über die Augensymptome bei den Erkrankungen des Nervensystems. Handbuch der Augenheilkunde, 2à edizionen, volume 11, 2 B. Leipzig, 1915.
- Stereoscopischer ophthalmolog. Atlas. 2. Folge, Leipzig.
- Augensymptome bei Grosshirntumoren. Gräfe-Sämisch: Handbuch der Augenheilkunde, 1915. Volume I: 1143. (Sindrome di Foster Kennedy).
- Beziehungen der Allgemeinleiden und Organerkrankungen zu Veränderungen und Krankheiten des sehorganes. (scritto con Arthur Groenouw. In: Edwin Theodor Saemisch's Handbuch der gesammten Augenheilkunde).[2]